# Чемпионат России по женской борьбе 2020

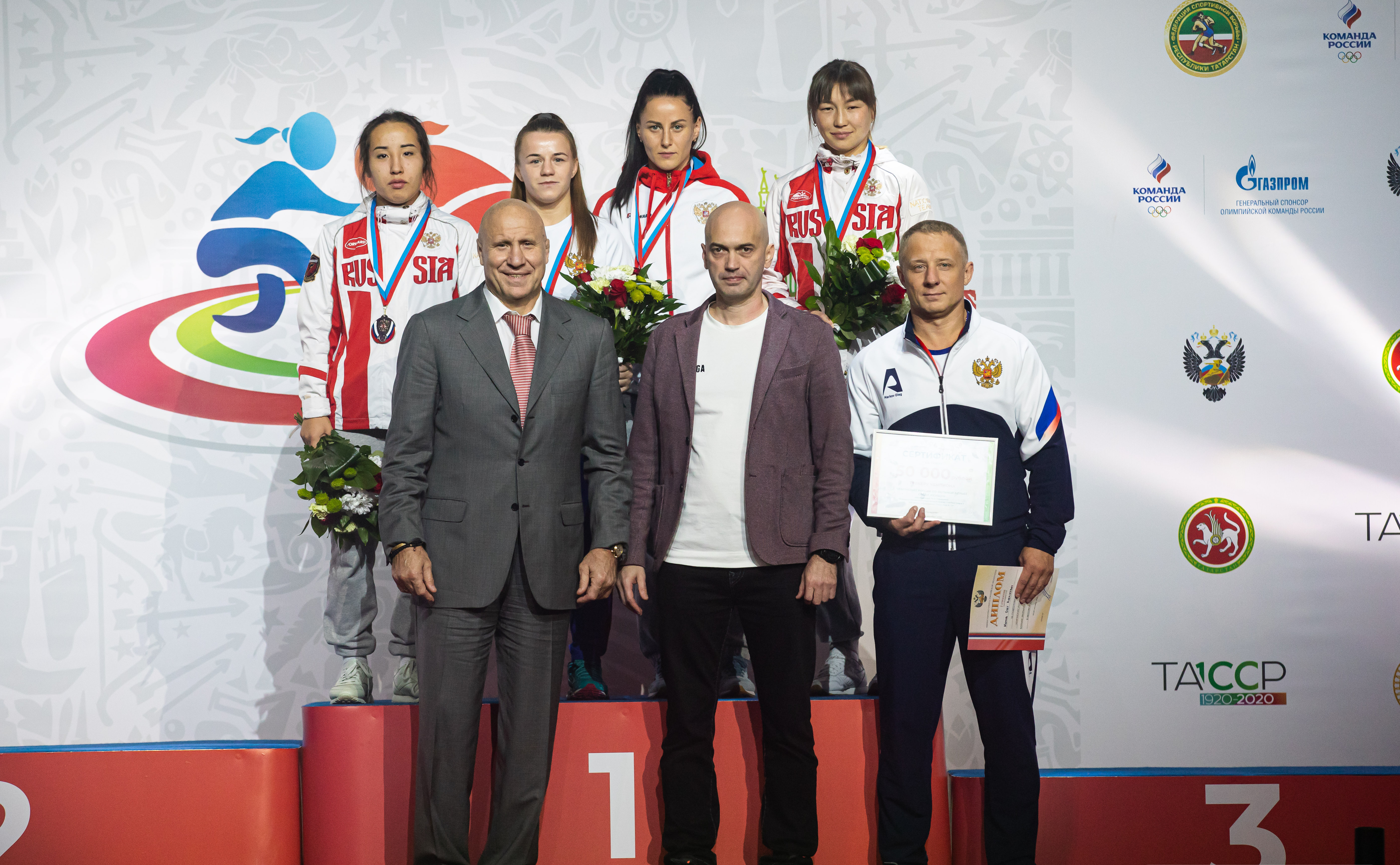
Церемония награждения победительниц весовой категории до 50 кг.

Чемпионат России по женской борьбе 2020 года прошёл 26 — 27 сентября в Казани (Татарстан). Чемпионат был посвящён памяти скончавшегося от коронавируса 13 мая 2020 года главного тренера женской сборной страны Магомеда Алиомарова. Специально к соревнованиям были изготовлены футболки с его изображением, в Казань была приглашена его семья.

## Медалистки
| Весовая категория | Золото                                                 | Серебро                                               | Бронза                                                                            |
| ----------------- | ------------------------------------------------------ | ----------------------------------------------------- | --------------------------------------------------------------------------------- |
| До 50 кг          | Надежда Соколова Новгородская область                  | Мария Тюмерекова Хакасия                              | Дарья Лексина Краснодарский край, Москва Валерия Чепсаракова Московская область   |
| До 53 кг          | Анжелика Ветошкина Санкт-Петербург                     | Екатерина Полещук Краснодарский край                  | Мария Гурова Московская область Александра Скиренко Краснодарский край, Москва    |
| До 55 кг          | Ольга Хорошавцева Красноярский край                    | Марина Симонян Ростовская область, Московская область | Севиль Назарова Якутия Виктория Ваулина Дагестан                                  |
| До 57 кг          | Вероника Чумикова Бурятия, Чувашия                     | Ирина Ологонова Бурятия, Москва                       | Анастасия Сидельникова Кемеровская область Маликат Куччаева Дагестан              |
| До 59 кг          | Валерия Коблова Московская область                     | Светлана Липатова Татарстан                           | Анастасия Яковлева Чувашия Александра Ниценко Красноярский край                   |
| До 62 кг          | Любовь Овчарова Краснодарский край, Санкт-Петербург    | Алина Казымова Якутия                                 | Анастасия Парохина Сахалинская область Мария Лачугина Москва, Воронежская область |
| До 65 кг          | Ульяна Тукуренова Бурятия, Чувашия                     | Мария Кузнецова Бурятия, Чувашия                      | Анжела Фоменко Москва Динара Кудаева Красноярский край                            |
| До 68 кг          | Ханум Велиева Красноярский край                        | Анастасия Братчикова Московская область               | Вусала Парфианович Московская область Татьяна Смоляк Брянская область             |
| До 72 кг          | Марина Суровцева Санкт-Петербург, Белгородская область | Эльмира Халаева Кемеровская область                   | Алёна Стародубцева Красноярский край Евгения Захарченко Бурятия, Чувашия          |
| До 76 кг          | Екатерина Букина Московская область                    | Анжела Катаева Алания                                 | Кристина Шумова Красноярский край Александра Утехина Татарстан                    |